# Red Faction

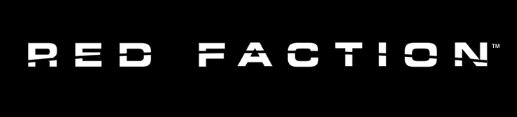
Logo de Red Faction.

Red Faction est une série de jeux vidéo développée par Volition.

## Jeux
- 2001 : Red Faction
- 2002 : Red Faction II
- 2009 : Red Faction: Guerrilla
- 2011 : Red Faction: Armageddon
- 2011 : Red Faction: Battlegrounds
- 2018 : Red Faction: Guerrilla Re-Mars-tered

## Métrage
- 2011 : Red Faction: Origins